# Primera dama (telenovela, 2011)
Cet article concerne la série télévisée colombienne. Pour la telenovela chilienne, voir Primera dama (telenovela, 2010).
Pour les articles homonymes, voir Primera Dama.
Primera Dama (La Première Dame) est une telenovela colombienne produite par Henry Toto Duquem pour Caracol Televisión. C'est une adaptation de la télénovela chilienne du même nom. Elle est diffusée entre le 8 novembre 2011 et le 6 juillet 2012 sur Caracol Televisión. En Afrique, elle est diffusée sur la chaîne de telenovela Novela F Plus depuis le 6 août 2018. En France, la série est disponible sur M6 depuis le 28 décembre 2018, via la plateforme 6play.   

## Synopsis
Paloma est une jeune femme d'un milieu modeste qui souhaite réaliser un rêve par tous les moyens : celui de devenir la Première dame de Colombie. Mais pour y parvenir, elle doit laisser de côté l'amour qu'elle ressent pour Mariano, un jeune directeur de théâtre, et gagner le cœur du favoris de l'élection présidentielle, Leonardo Santander. Egalement, elle gagnera la confiance de l'épouse de ce dernier, en devenant son assistante personnelle. Paloma usera de tous les moyens pour mettre fin au mariage, déjà fragile, du couple. Elle développe une véritable admiration pour cet homme politique séduisant. Par ailleurs, ce dernier ne sera pas indifférent à cette admiration que lui porte la jeune assistante de son épouse…

## Distribution

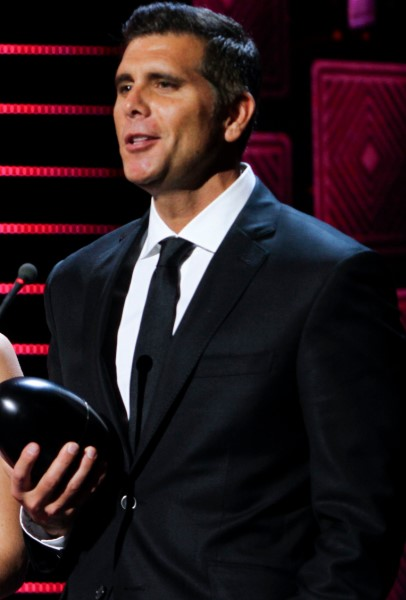
L'acteur Christian Meier qui joue le rôle de Léonardo Santander.

- Christian Meier : Leonardo Santander (le Président de la Colombie)
- Carina Cruz : Paloma Zamudio de Santander (la Première Dame de Colombie)
- Javier Jattin : Mariano Zamora (metteur en scène célèbre et premier grand amour de Paloma)
- Kathy Sáenz : Ana Milena San Juan de Santander (l'ex-épouse de Léonardo)
- Jacqueline Arenal : Estrella Soto (la mère de Paloma)
- Juan David Agudelo : Diego Santander San Juan (le fils de Léonardo)
- Natalia Jérez : Cristina Santander San Juan (la fille de Léonardo)
- José Luis García : Ángel Zamudio (le frère de Paloma)
- Greeicy Rendón : Daniela Zamudio (la petite sœur adoptive de Paloma)
- Mijail Mulkay : Federico "Fede" Astudillo (le cousin de Paloma)
- María Luisa Flores : Paola Méndez (la cousine par alliance de Paloma)
- Paula Barreto : Luciana "Lucy" Cuadra (comédienne célèbre et maîtresse du frère de Paloma)
- Caleb Casas : Aníbal Urrutia (le ministre de la culture et propriétaire du théâtre)
- Emerson Rodríguez : Amaury Bello (le premier petit ami de Paloma)
- Jairo Camargo : Adolfo Fernández (styliste célèbre et meilleur ami de Paloma)
- Alejandra Ávila : Sandra Burr de Santander (l'ex-épouse de Diégo Santander)
- Lina Tejeiro : Nancy (la fiancée du frère de Paloma)

## Contexte
Le père de Paloma a abandonné sa famille après une affaire d'escroquerie, laissant sa femme seule avec ses enfants. Paloma a toujours refusée d'accabler son père, contrairement à sa mère, qui a fait vivre sa famille grâce à un banc de vente de fruits de mer, dans leur petite ville balnéaire. Dans ce contexte difficile, l'adolescente s'est jurée de sortir de la pauvreté et fera tout, une fois adulte, pour grimper dans l'échelle sociale. Plus tard, la mère de Paloma connaît le succès en ouvrant un restaurant à Bogota et en commercialisant des produits surgelés en grande surface, sous son image de chef.

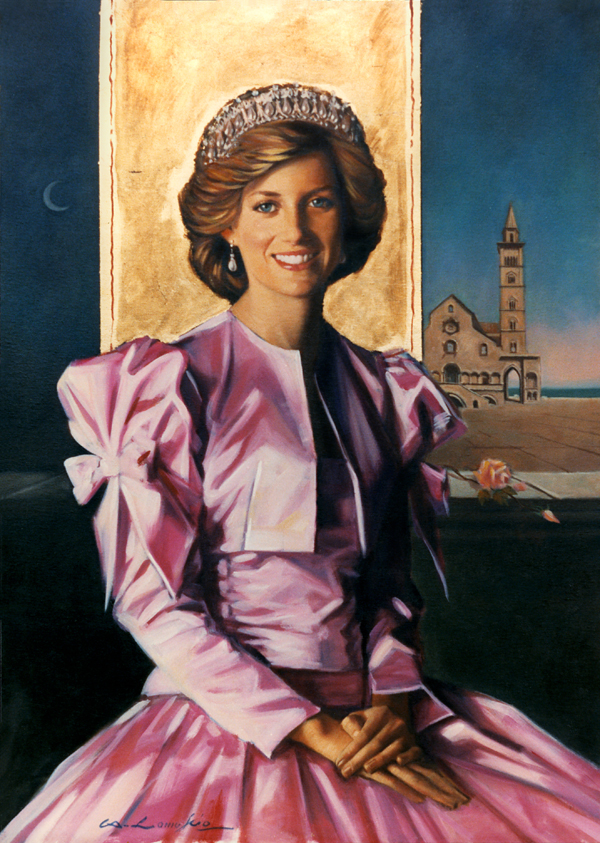
La princesse Diana, qui inspire l'héroïne de la série, pour concevoir le programme de la future première dame de Colombie.

Paloma se rend vite indispensable dans la campagne politique de Léonardo Santander (candidat du parti centre droit, et favoris de l'élection présidentielle). Profitant que l'épouse du candidat vient de reprendre ses études d'architecture (au plus mauvais moment, sous son influence), elle prend quelque peu sa place dans les coulisses de la campagne. Elle est chargée de la représenter à de nombreuses réunions. Pour concevoir le programme de la future première dame, elle s'inspire des actions humanitaires et caritatives de la princesse Diana (en regardant des vidéos d'archives, notamment). Mais plus le programme avance, plus les pontes du parti politique du candidat ont l'impression qu'il est conçu pour Paloma elle-même (et c'est bien le cas), et non pour l'épouse de Léonardo. Dès lors, Paloma suscitera à la fois l'admiration et la méfiance politique, de l'entourage du candidat. 
Plus tard, une fois Léonardo divorcé, Paloma se rapproche alors des buts qu'elle s'est fixée. Son futur mari a de fortes chances d'être élu président, mais de nombreuses embûches se mettront sur la route de la jeune femme. Sa mère se mettra en couple avec un ancien sénateur, qui a quitté la politique après un scandale financier, et qui n'est autre que le frère d'une adversaire électorale de Léonardo Santander. Cristina, la fille de Léonardo, enquêtera sur sa future belle-mère et découvrira que Paloma est parvenue, à l'âge de 12 ans, à détourner de l'argent de la municipalité de sa ville natale, afin de le donner à son père, pour qu'il sorte de prison. Néanmoins, sans preuve réelle, cette affaire paraîtra saugrenue et laissera l'entourage de Cristina bien dubitatif. Mais d'autres affaires pèseront sur le futur de Paloma.  
Peu de temps après son mariage, son époux est élu président de la Colombie, Paloma devient alors Première Dame. Mais une fois au sommet, Paloma découvrira les affres du pouvoir et le couple présidentiel devra affronter un drame...

## Générique

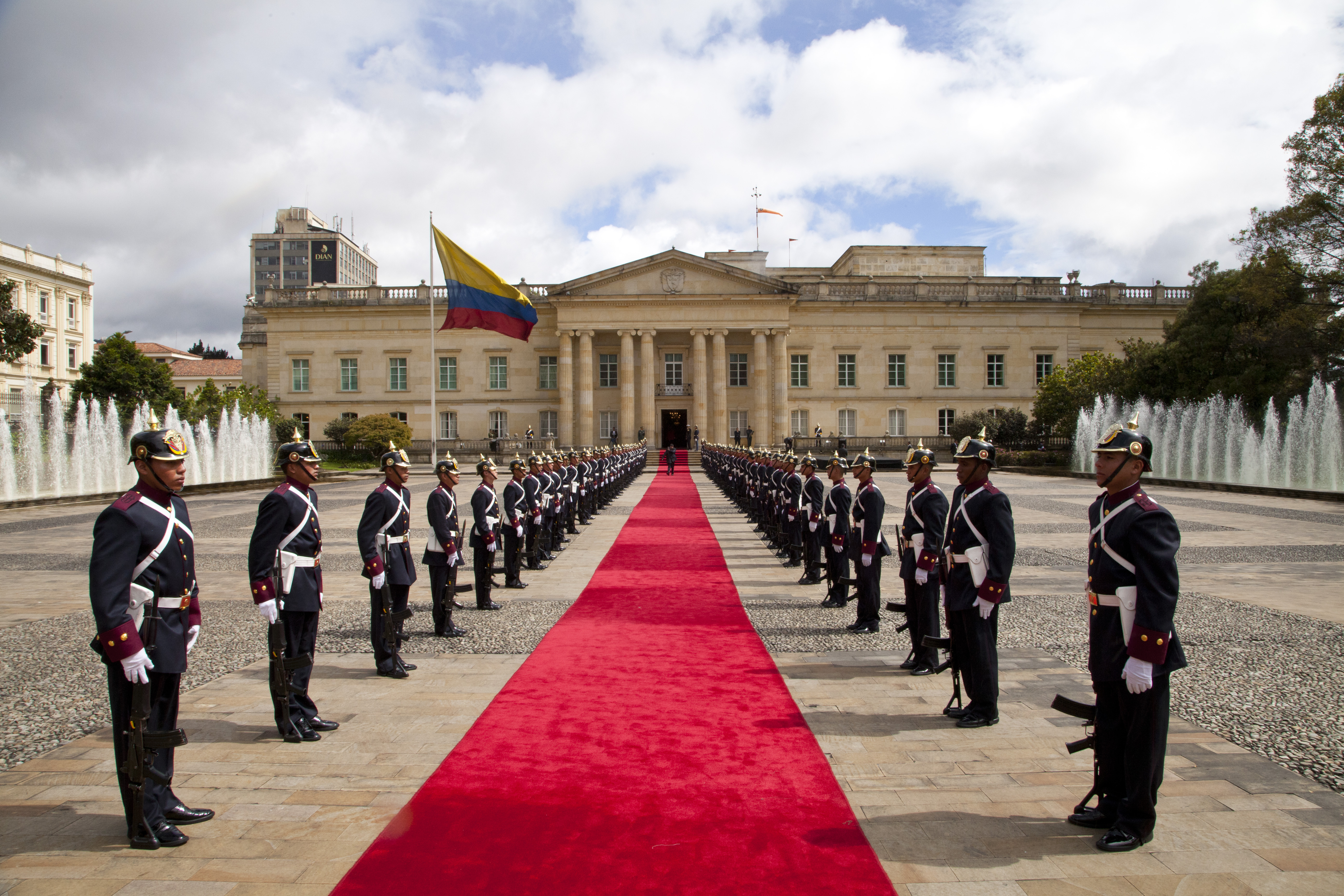
Le Palais Narino, résidence du président de la Colombie.

Le générique s'ouvre sur Paloma en tenue de soirée, qui traverse une galerie de miroirs, au palais présidentiel de Colombie. Dans les miroirs, elle contemple tour à tour : son passé dans sa famille (du temps de la vie modeste), son époux avec son ex-épouse et ses enfants, sa période de travail au théâtre, son époux dans sa fonction présidentielle, et enfin son premier amour d'un côté (qui a l'air de l'attendre) et son époux de l'autre (au regard triste et inquiet). Elle termine sa marche en se contemplant dans un miroir, avec une gestuelle et une expression qui laissent entendre qu'elle est satisfaite d'être enfin là, après s'être battue pour y arriver. 

## Autres versions
- Primera Dama (Canal 13, 2010 - 2011)